# Седес
Седес или Седице (грч. Θέρμη, Терми) је град и седиште истоимене општине у периферији Средишња Македонија, Грчка. Према попису из 2021. године било је 19.602 становника.
Према бугарском географу и историчару, Василу Канчову, у Седесу је 1900. године живело 200 Словена хришћана. Српски историчар Спиридон Гопчевић, 1890. године бележи да словенско становништво празнује славу. Од 1913. до 1924. године насељена је 191 грчка избегличка породица из Турске и Бугарске, укупно 732 особе. На попису из 1928. године Седес је имао 1.156 становника. После Грчког грађанског рата изграђено је посебно насеље у близини старог насеља, где се преселио део становништва. Оба насеља и насеље Икости Проти Априлиу су спојена 1981. године. Седес је 1991. године имао 5.156 становника.